# Pnoepyga formosana
Espèce
Statut de conservation UICN

 LC  : Préoccupation mineure
Pnoepyga formosana est une espèce de passereaux de la famille des Pnoepygidae.

## Taxinomie
Elle était considérée auparavant comme une sous-espèce de Pnoepyga albiventer ou de Pnoepyga pusilla.
L'étude phylogénique de Gelang et al. (2009) montre que les espèces du genre Pnoepyga n'appartiennent pas à la famille des Timaliidae, et ne sont donc pas des timalies ou des turdinules. Quand cette espèce était placée dans cette dernière famille, elle portait le nom normalisé CINFO de Turdinule de Taïwan.

## Répartition
Elle est endémique à Taïwan.

## Synonyme
- Pnoepyga albiventer formosana
- Pnoepyga pusilla formosana